# El guardián invisible (pel·lícula)
El guardián invisible és una pel·lícula de suspens estrenada el 2017 i dirigida per Fernando González Molina, consistent en una adaptació cinematogràfica de la primera novel·la de la Trilogia del Baztan de Dolores Redondo.
 La seguiran Legado en los huesos (2019) i Ofrenda a la tormenta (2020).
La pel·lícula va ser preestrenada el 22 de febrer de 2017 al Palau de Congressos i Auditori de Navarra de Pamplona.

## Argument
La inspectora de la Policia Foral Amaia Salazar, antiga agent de l'FBI, viu a Pamplona amb el seu marit estatunidenc, l'artista James. Ella retorna a la seva llar de Baztan, a Navarra, per investigar l'assassinat d'una jove adolescent, Ainhoa Elizasu, de 13 anys. Ainhoa va ser trobada nua i posada al bosc, amb la cara netejada de maquillatge i els cabells ben arreglats, i amb un un pastís al seu pubis rapat. Amaia ho relaciona amb la mort sis setmanes abans de Carla Huarte, que va ser estrangulada amb el mateix tipus de corda, i tem que hi hagi un assassí en sèrie a la comarca. Tots dos cossos estaven coberts de pèls de diversos animals, una curiositat, ja que cap dels cossos mostra marques de cap animal.
L'Amaia i el James s'instal·len amb la seva tieta Engrasi, que la va criar durant la major part de la seva vida. És ben rebuda per la seva germana Rosaura, que es queda amb Engrasi a causa d'una baralla amb el seu marit, Freddy. La relació de l'Amaia és tensa amb la seva germana gran Flora, que ara amb Rosaura dirigeix el negoci familiar, una fleca comercial. La Flora està divorciada del seu exmarit, Víctor, i està ressentida amb Amaia, que intenta formar una família. La Flora acusa l'Amaia d'abandonar la seva mare maltractadora i malalta mental, la Rosario, ara en una residència d'avis, tot i que tenia un odi patològic cap a Amaia. En James es sorprèn al descobrir que Rosario no ha mort, com deia l'Amaia.
Amaia encarrega a l'oficial de policia Jonan Etxaide que mire enrere 20 anys per a patrons similars i altres esdeveniments ocorreguts a Baztan. Relaciona diversos assassinats que ella creu que podria haver estat comesos pel mateix assassí. Ella creu que està buscant un home gran que probablement va ser reprimit sexualment en la seva joventut i que seria familiar a les noies, per la qual cosa és probable que l'acompanyin de bon grat.
L'assassí en sèrie és batejat pels mitjans de comunicació El Basajaún, una criatura mitològica basca. Engrasi insisteix que el basajaún és real i protector del bosc, i aquell va salvar la vida d'Engrasi quan era una nena evitant que caigués a una caverna.
Una altra noia, Anne Arbizu, desapareix. L'Amaia està convençuda que una nit veu l'Anne fora de la seva finestra, però l'endemà el seu cos és descobert al bosc, disposat de la mateixa manera ritualitzada, mort durant 24 hores. L'Amaia descobreix que l'Anne estava tenint una aventura amb un home casat gran, el cunyat d'Amaia, Freddy. Freddy intenta suïcidar-se per la seva angoixa, però després d'exonerar-lo, Amaia no revela l'afer a la policia.
El pastís col·locat sobre els cossos és un pastís de txantxingorri. Flora afirma que és de la màxima qualitat, és a dir, només podria provenir d'un grapat de fleques. Quan l'Amaia demana una mostra de la farina per analitzar-la, la Flora li dona una farina diferent de la que utilitza la fleca. La Flora és arrestada per obstrucció, però insisteix que només estava prenent precaucions, ja que els treballadors solen portar farina a casa. El laboratori també aparella la farina dels pastissos amb la farina de casa de la Rosaura, que ella agafa de la fleca, però l'Amaia tampoc ho revela.
Una altra noia desapareix, però l'Amaia és apartada del cas després que el seu capità descobreixi el seu secret. El detectiu Montés la substitueix, tot i que l'Amaia sospita que té una relació personal amb la Flora. Aloisius Dupree, un amic de l'FBI, l'anima a retirar-se del cas i mirar-lo en la seva totalitat. Amaia recorda la seva infantesa, quan la Rosario, furiosa psicòtica, va intentar assassinar-la a la fleca, moment en què l'Amaia va ser portada a viure amb Engrasi.
L'Amaia va a visitar la Rosario, que l'anomena gossa i intenta mossegar-la. S'assabenta que Rosario, ara subjecta, havia agredit una infermera i l'havia mossegat mentre la deia Amaia, i que el seu cunyat visita Rosario setmanalment.
L'Amaia i el Jonan condueixen a la casa del Víctor, però el Jonan arriba primer i el troba buit mentre l'Amaia gira el seu cotxecap un barranc durant una tempesta de trons de camí cap a casa. Es desperta a terra lluny del seu cotxe i veu una gran criatura peluda a la distància i el segueix. La persecució la porta a una casa abandonada on és atacada per Víctor. Quan ella l'enfronta sobre els assassinats, ell admet que els va fer ell perquè volia netejar la vall de brutícia. Amaia l'apunyala amb unes tisores i corre a alliberar la noia desapareguda que ha encadenat. En Víctor la segueix i just quan està a punt de matar l'Amaia, la Flora li dispara.
Unes setmanes després s'ha publicat el llibre de la Flora, que va dedicar a la seva mare, mentre l'Amaia i el James revelen a la Rosaura i l'Engrasi que esperen un fill junts. Des de lluny, una gran criatura peluda mira la vall abans de tornar al bosc.

## Repartiment
- Marta Etura - Amaia Salazar
- Elvira Mínguez - Flora Salazar
- Francesc Orella - Fermín Montés
- Itziar Aizpuru - tia Engrasi
- Carlos Librado «Nene» - Jonan Etxaide
- Miquel Fernández - pare d'Amaia
- Pedro Casablanc - comissari general
- Colin McFarlane - Aloisius Dupree
- Benn Northover - James
- Paco Tous - doctor San Martín
- Manolo Solo - doctor Basterra
- Ramón Barea - Alfonso Álvarez de Toledo
- Patricia López Arnaiz - Rosaura Salazar

## Producció i estrena
Adaptació de la novel·la homònima de Dolores Redondo, el guió va ser escrit per Luiso Berdejo. La pel·lícula faou produïda per Atresmedia Cine, Nostromo Pictures i El Guardián Invisible AIE amb Nadcon. Té la participació d'Atresmedia.
Distribuïda per DeAPlaneta, la pel·lícula es va estrenar a les sales d'Espanya el 3 de març de 2017. La cinta va ser una de les pel·lícules més reeixides del cinema espanyol del primer semestre de 2017 amb un total de 583.603 espectadors.

## Polèmica
La pel·lícula va tenir una bona arrencada a les taquilles el cap de setmana de la seva estrena, malgrat que va ser objecte d'un intent de boicot en les xarxes socials motivat per les declaracions d'una de les seves actrius, Mirin Gaztañaga, qui en un programa d'ETB va manifestar, entre altres coses, que els espanyols són «culturalment endarrerits». Els responsables de la pel·lícula es van desmarcar de les paraules de l'actriu i van assenyalar: «Deplorem i rebutgem per complet qualsevol insult i falta de respecte als ciutadans espanyols».